# Michail Petrowitsch Nowikow

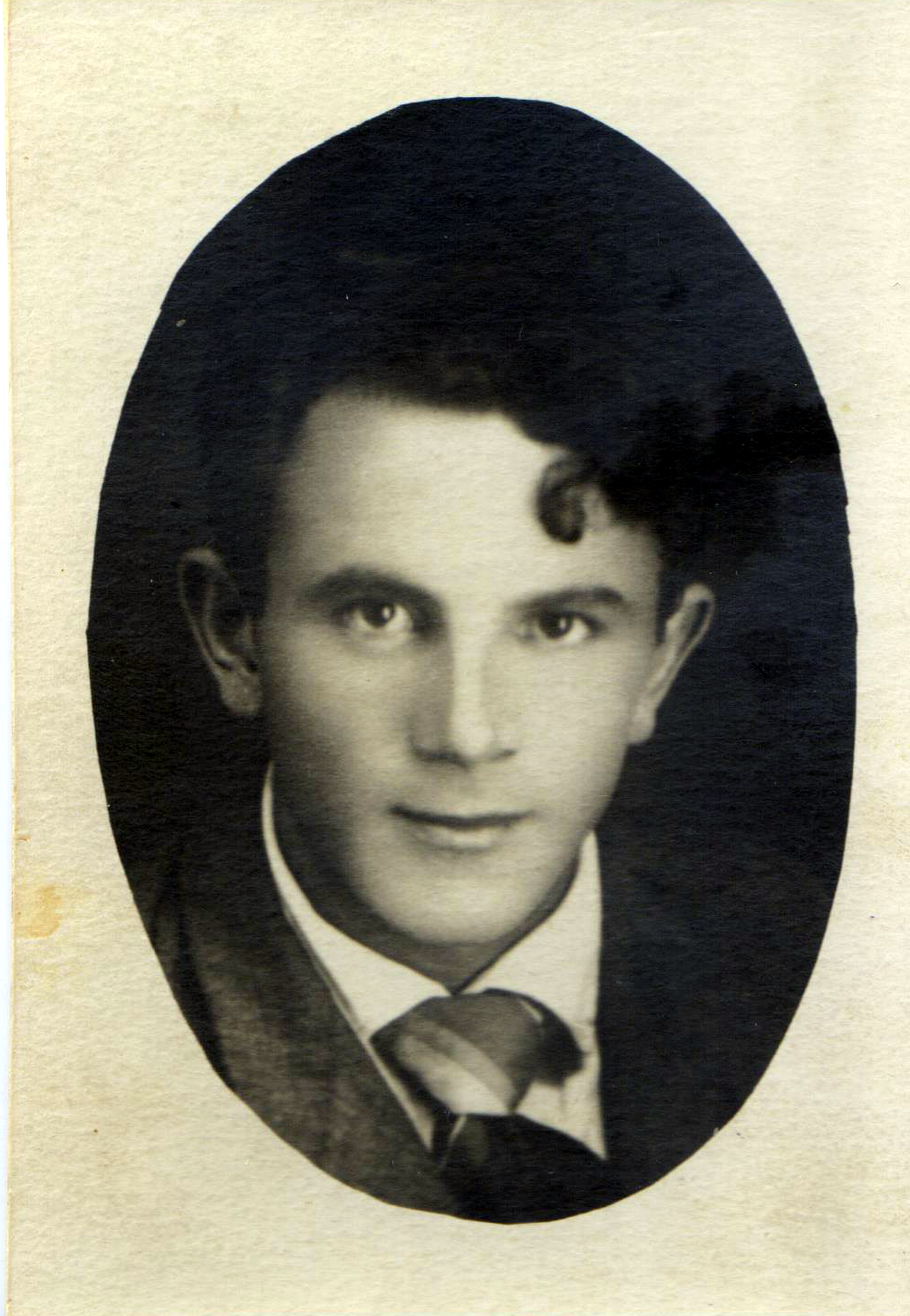
Michail Petrowitsch Nowikow in seiner Jugend

Michail Petrowitsch Nowikow (russisch Михаил Петрович Новиков, wiss. Transliteration Michail Petrovič Novikov; geb. 25. Juli 1918 im Dorf Seredina-Buda, Ukrainische SSR; gest. 4. März 1993 in Moskau, Russische Föderation) war ein sowjetischer und russischer Religionswissenschaftler, Spezialist für Geschichte und Theorie des Atheismus und der Religion. Er war Doktor der Philosophie und lehrte als Professor, arbeitete von 1960 bis zu seinem Lebensende an der Abteilung für Geschichte und Theorie des Atheismus und der Religion (seit 1991 – Abteilung für Religionsphilosophie und Religionswissenschaft) der Fakultät für Philosophie der Moskauer Universität, von 1969 bis 1987 war er der Leiter der Abteilung.
Er war einer der Autoren und wissenschaftlichen Herausgeber des Atheistischen Wörterbuchs (russisch Атеистический словарь) und des Atheistischen Taschenwörterbuchs (russisch Карманный словарь атеиста).